# William Styles
William Kensett Styles, né le 11 octobre 1874 à Islington et mort le 8 avril 1940 à Seaford, est un tireur sportif britannique.

## Carrière
William Styles est médaillé d'or en tir avec cible mouvante en petite carabine aux Jeux olympiques de 1908 à Londres. Aux Jeux olympiques de 1912 à Stockholm, il remporte la médaille d'argent en petite carabine à 25 m par équipes.

## Vie privée
Il est le beau-fils du tireur William Pimm.